# Hellwege
Hellwege település Németországban, azon belül Alsó-Szászország tartományban. Lakosainak száma 1138 fő (2023. december 31.).

## Népesség
A település népességének változása:
| Lakosok száma | 1046 | 1068 | 1086 | 1118 | 1135 | 1138 |
|               | 2016 | 2017 | 2019 | 2021 | 2022 | 2023 |